# Whiskey Sour
Whiskey Sour er en drink bestående af Whisky (ofte af typen Bourbon eller Rye), citronsaft, sukkerlage og eventuelt æggehvide. 
Cocktailen er af typen "sour" sammen med eksempelvis Daiquiri og Margarita. Kendetegnende for disse cocktails er, at de indeholder en base med alkohol, saft fra en citrusfrugt og et sødemiddel såsom sukkerlage eller triple sec.